# Yaracuy (država u Venezueli)
Anzoátegui (španjolski. Estado Anzoátegui) je jedna od 23 savezne države Venezuele, koja se nalazi na sjeverozapadu zemlje.
Ime je dobila po istoimenoj rijeci Yaracuy.

## Karakteristike
U Yaracuyu živi 600,852 stanovnika na površini od 7,100 km²
Yaracuy sa sjevera graniči sa saveznom državom Falcón, s istoka Carabobom, s juga s Cojedesom i sa zapada s Larom.
Yaracuy je tropski kraj, u kojem leži plodna i ekonomski važna dolina rijeke Yaracuy, koja razdvaja visoravan Segoviju (zapad) od Karipskih Anda na istoku. U Yaracuyu se nalazi i Planina Sorte, koju sljedbenici kulta Marie Lionze, smatraju svetom.

## Gospodarstvo
Yaracuy ima vrlo efikasnu poljoprivredu. Najviše se sadi krumpir, paprika, avokado, kikiriki, palme i šećerna trska. Yaracuy je najveći proizvođač naranči u Venezueli. Važne industrije su destilerije alkoholnih pića, tvornice kartona i pržione kave. Država ima dosta rudnogi blaga od bakra, olova, zlata do platine. Gusto urbanizirani dio države je zona u radijusu metropolitanskog Barquisimeta.
Panamerički autoput prolazi kroz srce Yaracuya, povezujući glavni grad San Felipe s lukom Puerto Cabello na sjeveroistoku i Barquisimetom na jugozapadu.

## Vanjske poveznice
- Yaracuy na portalu Venezuela Tuya (šp.)
- Yaracuy na portalu Encyclopedia Britannica (engl.)